# Katholische Pfarrkirche Weppersdorf

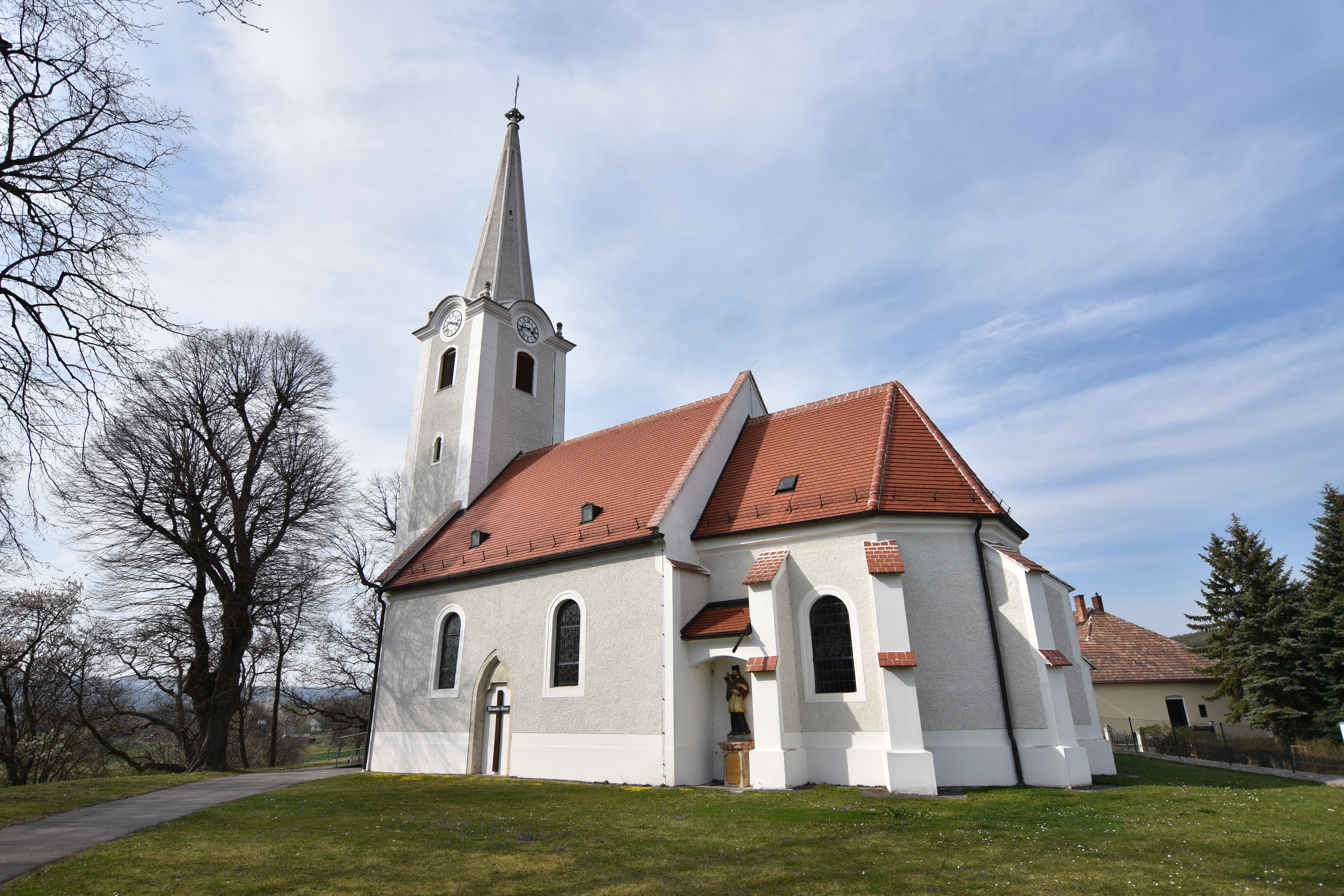
Kath. Pfarrkirche Hl. Dreifaltigkeit in Weppersdorf

Die römisch-katholische Pfarrkirche Weppersdorf steht am nördlichen Ortsende von Weppersdorf in der Marktgemeinde Weppersdorf im Bezirk Oberpullendorf im Burgenland. Sie ist der Heiligen Dreifaltigkeit geweiht und gehört zum Dekanat Deutschkreutz in der Diözese Eisenstadt. Die Kirche steht unter Denkmalschutz.

## Geschichte
Die Pfarre besteht seit dem 13. Jahrhundert und war zeitweise evangelisch.
Die Kirche wurde im 14. Jahrhundert errichtet, im Jahre 1753 umgebaut, und in den Jahren 1972 bis 1974 restauriert. Dabei wurden 1973 gotische Fenster und ein spätgotisches Spitzbogenportal aufgedeckt.

## Architektur
Das barockisierte Kirchenschiff hat einen eingezogenen gotischen Chor. Der zweigeschoßige Kirchturm hat einen achteckigen mit Steinen ausgeführten Pyramidenhelm.

## Ausstattung
Im Chor befindet sich eine Steinfigur des hl. Johannes Nepomuk aus dem 18. Jahrhundert. Der Taufstein mit Cherubskopf ist ebenfalls aus dem 18. Jahrhundert. Hochaltar, Seitenaltar, Kanzel und Orgel in historisierendem Stil sind aus dem Jahre 1902. Die Orgel aus 1904 mit 8 Registern wurde von Anton Müller errichtet.
2005 wurde das Äußere der Kirche saniert, außerdem wurde eine Turmuhr eingebaut.